# Військово-морські сили Німеччини
Військово-морські сили (нім. Deutsche Marine або просто нім. Marine— слухати) це військово-морські сили Німеччини, а також частина об'єднаних Збройних сил Німеччини Bundeswehr («Федеральна оборона»). ВМС Німеччини були відомі під назвою Bundesmarine («Федеральні ВМС») з 1956 до 1995 коли Deutsche Marine («ВМС Німеччини») стало офіційною назвою після об'єднання у 1990 ВМС Східної Німеччини Volksmarine («Народні ВМС»). Вони сильно пов'язані з силами НАТО. Основним завданням є захист територіальних вод Німеччини і морської інфраструктури такої як морські лінії зв'язку. Окрім цього, німецькі ВМС беруть участь у миротворчих операціях та надають гуманітарну допомогу і допомагають у ліквідації наслідків стихійних лих. Вони також беруть участь у антипіратських операціях.

## Історія
Історія військово-морських сил Німеччини своїм корінням походить від Reichsflotte (Імперського флоту) часу революції 1848–52. Reichsflotte був першими військово-морськими силами Німеччини які ходили під чорно-червоно-золотим прапором. Створений 14 червня 1848 за наказом демократично обраних франкфуртських національних зборів, Імперський флот проіснував не тривалий час і зник 2 квітня 1852 після провалу революції; саме тому сучасні ВМС святкують день народження 14 червня.
Від травня 1945 до 1956, Німецька адміністрація з розмінування та її наступники, які складалися з колишніх членів нацистських Kriegsmarine, стали своєрідним перехідним етапом до створення ВМС. Це дозволило спиратися на надбаний досвід при навчанні молодих кадрів. Крім того, у період 1949—1952 рр. ВМС США створили Військово-морську історичну команду у Бременгафені. Ця група складалася з колишніх офіцерів Крігсмаріне, які стали історичними та тактичними консультантами американців. Вона стала важливим фактором у створенні німецької секції старших офіцерів у НАТО. У 1956, зі вступом Західної Німеччини до складу НАТО, утворилися Bundesmarine («Федеральні ВМС»). У тому ж році у Східній Німеччині Volkspolizei See (буквально «Народна морська поліція») була перейменована на Volksmarine («Народні ВМС»). Протягом Холодної війни всі німецькі бойові кораблі підпорядковувалися командуванню ОЗС НАТО на підступах до Балтійського моря.
Після об'єднання зі Східною Німеччиною у 1990 Народні ВМС разом з Національною народною армією (Nationale Volksarmee, ННА) стали частиною Збройних сил Німеччини (Bundeswehr). З 1995 назву Військово-морські сили Німеччини почали використовувати у світі, у той час як назва Marine з 1956 залишається без доповнень. На 16 грудня 2016, у ВМС налічувалося 16137 чоловіків і жінок.
Різні військово-морські сили діяли у різні періоди:
- Preußische Marine (Прусський флот), 1701—1867
- Reichsflotte (Флот часів революції), 1848—1852
- Північнонімецький федеральний флот, 1867—1871
- Імператорські військово-морські сили Німеччини (Kaiserliche Marine), 1871—1919
- Рейхсмаріне, 1919—1935
- Військово-морські сили Третього Рейху, 1935—1945
- Німецька адміністрація з розмінування, 1945—1948
- Фольксмаріне — ВМС Східної Німеччини (НДР) 1956—1990
- Marine, 1956 — теперішній час (Bundesmarine, розмовно)
- Військово-морські сили Німеччини, 1995 — теперішній час (міжнародна назва)

## Поточні операції
Німецькі бойові кораблі постійно беруть!а участь у всіх чотирьох Морських групах НАТО. ВМС Німеччини також беруть участь у міжнародних операціях проти тероризму, наприклад Операція «Нескорена свобода» та Операція «Активні зусилля».
Зараз найбільшою операцією у якій беруть участь ВМС Німеччини є місія UNIFIL у берегів Лівану. З боку Німеччини в операції беруть участь два фрегати, чотири швидких атакуючих судна та два допоміжних судна. Морська частина місії UNIFIL знаходиться під командуванням Німеччини.
Військово-морські сили експлуатують ряд інфраструктур для розробки та випробувань, які є частиною міжгалузевої та міжнародної мережі. Серед них Центр передового досвіду для операцій в закритих водах та на мілині (COE CSW), філія Командування ОЗС НАТО з питань трансформації. COE CSW було створено у квітні 2007 та офіційно акредитовано НАТО 26 травня 2009. Він розташований разом зі штабом німецької 1-ї флотилії у Кілі чий командир є також директором COE CSW.

## Бойові кораблі Німеччини
Кольори таблиці:
- — недобудований або утилізований не спущеним на воду
- — діє у складі ВМФ
- — списаний, утилізований чи втрачений
- — знаходиться на зберіганні

| Бортовий номер корабля           | Фото       | Назва                  | Тип                              | Країна/Побудовано | Рік введення в експлуатацію (Збудовано) | Рік введення в експлуатацію для ВМС Німеччини | Статус               | Примітки   |
| Авіаносець                       | Авіаносець | Авіаносець             | Авіаносець                       | Авіаносець        | Авіаносець                              | Авіаносець                                    | Авіаносець           | Авіаносець |
| -------------------------------- | ---------- | ---------------------- | -------------------------------- | ----------------- | --------------------------------------- | --------------------------------------------- | -------------------- | ---------- |
|                                  |            |                        |                                  |                   |                                         |                                               |                      |            |
| Підводний човен                  |            |                        |                                  |                   |                                         |                                               |                      |            |
| U31                              |            | S181                   | Підводні човни типу 212          | Німеччина         |                                         |                                               | на дійсній службі    |            |
| U32                              |            | S182                   | Підводні човни типу 212          | Німеччина         |                                         |                                               | на дійсній службі    |            |
| U33                              |            | S183                   | Підводні човни типу 212          | Німеччина         |                                         |                                               | на дійсній службі    |            |
| U34                              |            | S184                   | Підводні човни типу 212          | Німеччина         |                                         |                                               | на дійсній службі    |            |
| U35                              |            | S185                   | Підводні човни типу 212          | Німеччина         |                                         |                                               | на дійсній службі    |            |
| U36                              |            | S186                   | Підводні човни типу 212          | Німеччина         |                                         |                                               | на дійсній службі    |            |
| Універсальний десантний корабель |            |                        |                                  |                   |                                         |                                               |                      |            |
|                                  |            |                        |                                  |                   |                                         |                                               |                      |            |
| Крейсер                          |            |                        |                                  |                   |                                         |                                               |                      |            |
|                                  |            |                        |                                  |                   |                                         |                                               |                      |            |
| Есмінець                         |            |                        |                                  |                   |                                         |                                               |                      |            |
|                                  |            |                        |                                  |                   |                                         |                                               |                      |            |
| Фрегат                           |            |                        |                                  |                   |                                         |                                               |                      |            |
| F215                             |            | Brandenburg            | Фрегати типу «Бранденбург»       | Німеччина         |                                         |                                               | на дійсній службі    |            |
| F216                             |            | Schleswig-Holstein     | Фрегати типу «Бранденбург»       | Німеччина         |                                         |                                               | на дійсній службі    |            |
| F217                             |            | Bayern                 | Фрегати типу «Бранденбург»       | Німеччина         |                                         |                                               | на дійсній службі    |            |
| F218                             |            | Mecklenburg-Vorpommern | Фрегати типу «Бранденбург»       | Німеччина         |                                         |                                               | на дійсній службі    |            |
| F219                             |            | Sachsen                | Фрегати типу «Заксен»            | Німеччина         | 29 листопада 2002 року                  | 31 грудня 2003 року                           | на дійсній службі    |            |
| F220                             |            | Hamburg                | Фрегати типу «Заксен»            | Німеччина         | вересень 2004 року                      | 13 грудня 2004 року                           | на дійсній службі    |            |
| F221                             |            | Hessen                 | Фрегати типу «Заксен»            | Німеччина         | 7 грудня 2005 року                      | 21 квітня 2006 року                           | на дійсній службі    |            |
| F222                             |            | Baden-Württemberg      | Фрегати класу F125               | Німеччина         | 12 грудня 2013                          | 17 червня 2019                                | на дійсній службі    |            |
| F223                             |            | Nordrhein-Westfalen    | Фрегати класу F125               | Німеччина         | 16 квітня 2015                          | 10 червня 2020                                | на дійсній службі    |            |
| F224                             |            | Sachsen-Anhalt         | Фрегати класу F125               | Німеччина         | 4 березня 2016                          | 17 травня 2021                                | на дійсній службі    |            |
| F225                             |            | Rheinland-Pfalz        | Фрегати класу F125               | Німеччина         | 24 травня 2017                          | 13 липня 2022                                 | на дійсній службі    |            |
| Корвет                           |            |                        |                                  |                   |                                         |                                               |                      |            |
| F260                             |            | Braunschweig           | Корвет класу "Брауншвейг" (K130) | Німеччина         | 19 квітня 2006 року                     | 16 квітня 2008 року                           | На дійсній службі    |            |
| F261                             |            | Braunschweig           | Корвет класу "Брауншвейг" (K130) | Німеччина         | 19 квітня 2006 року                     | 16 квітня 2008 року                           | На дійсній службі    |            |
| F262                             |            | Erfurt                 | Корвет класу "Брауншвейг" (K130) | Німеччина         | 6 вересня 2006 року                     | 22 вересня 2008 року                          | На дійсній службі    |            |
| F263                             |            | Oldenburg              | Корвет класу "Брауншвейг" (K130) | Німеччина         | 29 березня 2007 року                    | 28 лютого 2013 року                           | На дійсній службі    |            |
| F264                             |            | Ludwigshafen am Rhein  | Корвет класу "Брауншвейг" (K130) | Німеччина         | 26 вересня 2007 року                    | 21 березня 2013 року                          | На дійсній службі    |            |
| F265                             |            | Köln                   | Корвет класу "Брауншвейг" (K130) | Німеччина         |                                         |                                               | Будується            |            |
| F266                             |            | Emden                  | Корвет класу "Брауншвейг" (K130) | Німеччина         | 30 жовтня 2020 року                     | Прогнозований 2025 року                       | Морські випробування |            |
| F267                             |            | Karlsruhe              | Корвет класу "Брауншвейг" (K130) | Німеччина         | 4 травня 2024 рік                       | 2025 рік                                      | Будується            |            |
| F268                             |            | Augsburg               | Корвет класу "Брауншвейг" (K130) | Німеччина         |                                         | 2026? хрещений у травні 2024                  | Будується            |            |
| F269                             |            | Lübeck                 | Корвет класу "Брауншвейг" (K130) | Німеччина         |                                         | 2025? (Планується)                            | Будується            |            |
| Ракетний катер                   |            |                        |                                  |                   |                                         |                                               |                      |            |
|                                  |            |                        |                                  |                   |                                         |                                               |                      |            |
| Патрульний катер                 |            |                        |                                  |                   |                                         |                                               |                      |            |

## Бойова техніка

### Кораблі та субмарини
Військово-морські сили Німеччини налічують 65 кораблів, в тому числі; 10 фрегатів, 5 корветів, 3 тральщики, 10 мисливців за мінами, 6 субмарин, 11 транспортів-заправників та 20 різних допоміжних суден. Загальна водотоннажність складає 220,000 тонн. Крім того, ВМС Німеччини співпрацюють з Королівськими ВМС Данії у «проекті Ковчег». Цей проект відповідав за стратегічне розгортання німецьких збройних сил за допомогою трьох ролкерів та десантних кораблів. Крім того, цими кораблями можуть користуватися інші країни-учасниці НАТО у Європі.
Ці три судна мають загальну водотоннажність у 60000 тонн. Разом із цими кораблями загальна водотоннажність кораблів німецького флоту складає 280000 тонн.
Протягом 1995—2010 років планувалося побудувати п'ять спільних кораблів підтримки, два JSS800 та три JSS400, але програма була скасована, про неї не згадували у двох останніх оглядах оборони. Найбільший корабель повинен був стати десантним транспортом-амфібією, з водотоннажністю від 27000 до 30000 тонн на 800 солдатів. ВМС Німеччини будуть використовувати спільний корабель підтримки HNLMS Karel Doorman (A833) Королівських ВМС Нідерландів в рамках інтеграції морської піхоти Німеччини (Seebatallion) до Королівської морської піхоти Нідерландів на 2016.

### Літаки
Морська авіація ВМС Німеччини має назву Marinefliegerkommando. Marinefliegerkommando налічує 55 літальних апаратів.

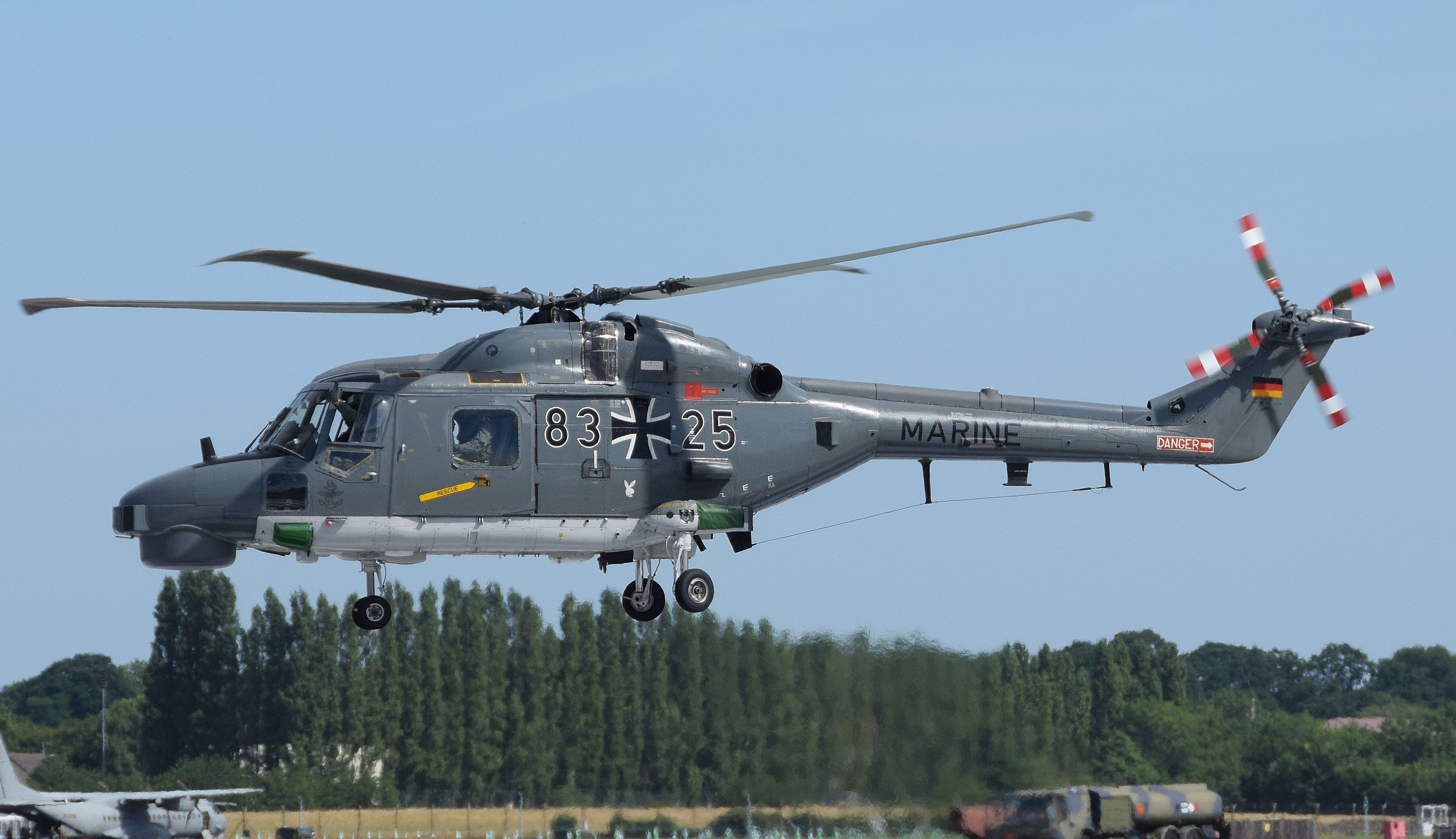
Westland WG-13 Super Lynx Mk88a ВМС Німеччини

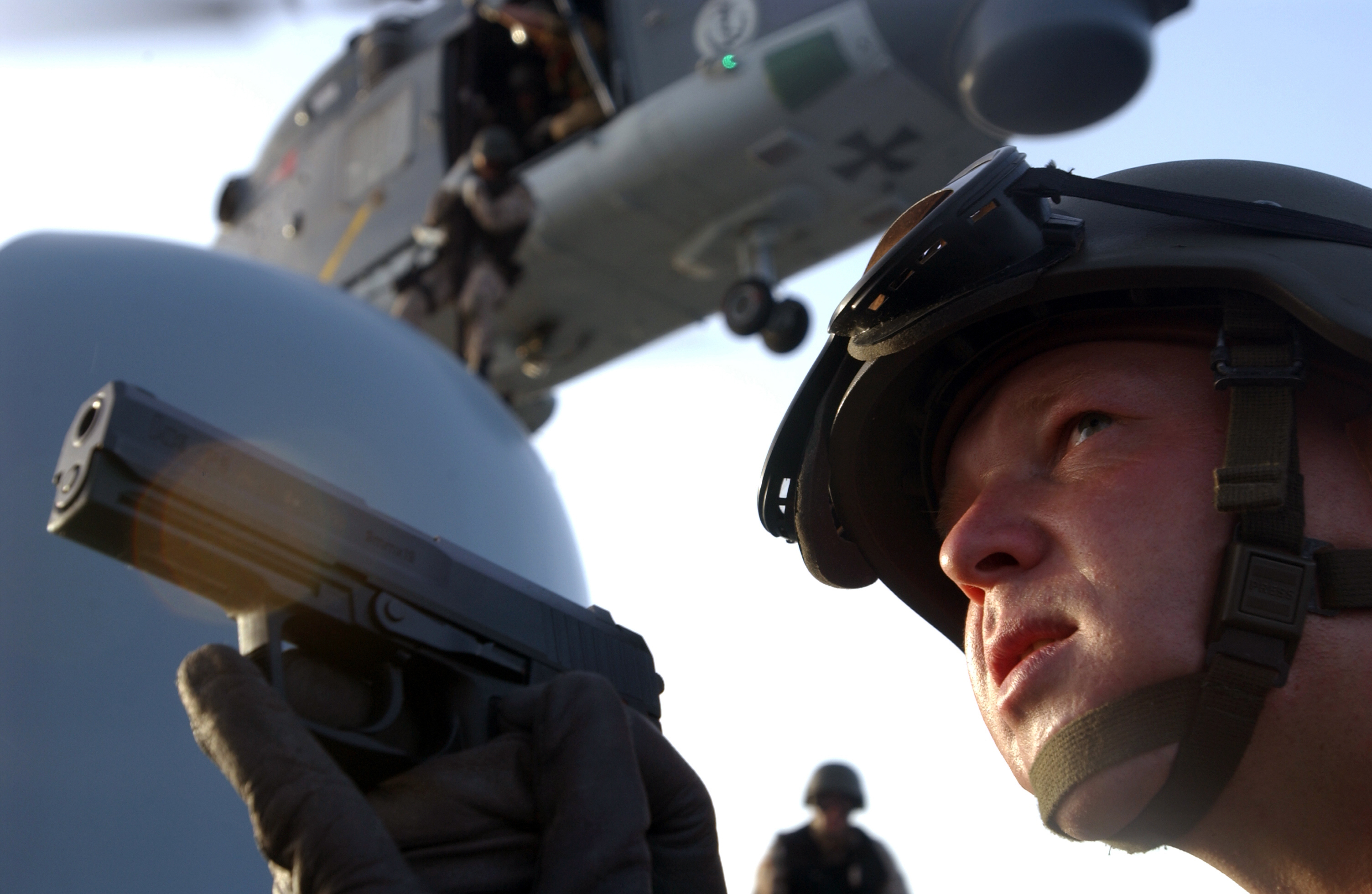
Боєць штурмової команди ВМС Німеччини на фрегаті Augsburg (F213) у обороні з пістолетом P8, прикриваючи висадку інших членів команди

| Тип                       | Походження      | Клас       | Роль                                   | Поява | На службі | Всього | Примітки                              |
| ------------------------- | --------------- | ---------- | -------------------------------------- | ----- | --------- | ------ | ------------------------------------- |
| Camcopter S-100           | Австрія         | БПЛА       | Розвідка, спостереження та дослідження |       |           |        | Замовлено 6.                          |
| Dornier Do 228            | Німеччина       | Гвинтовий  | Контроль за забрудненням               |       | 5         |        | [ 11 ]                                |
| H135                      | Німеччина       | Гвинтокрил | Тренувальний                           |       | 2         |        | [ 11 ]                                |
| Lockheed P-3C Orion — CUP | США             | Гвинтовий  | Морський патрульний літак              |       | 8         |        | Належали Королівським ВМС Нідерландів |
| NH90 Sea Lion             | Німеччина       | Гвинтокрил | SAR/транспорт                          |       |           |        | Замовлено 18.                         |
| Westland Lynx             | Велика Британія | Гвинтокрил | Ударник                                |       | 22        |        | [ 11 ]                                |
| Westland Sea King Mk.41   | Велика Британія | Гвинтокрил | SAR/транспорт                          |       | 21        |        | [ 11 ]                                |

## Структура
ВМС Німеччини командує інспектор ВМС (Inspekteur der Marine) за підтримки Командування ВМС (Marinekommando) у Ростоку.

### Формація
- Штаб ВМС Німеччини (Marinekommando), Росток
  - Einsatzflottille 1 (Штаб Кіль)

- 1-ша ескадра Корветів (1. Korvettengeschwader), Варнемюнде
- 1-ша ескадра субмарин (1. Ubootgeschwader), Екернферде
  - Центр навчання підводників (Ausbildungszentrum Unterseeboote), Екернферде

- 3-тя ескадра тральщиків (3. Minensuchgeschwader), Кіль
- 5-та ескадра тральщиків (5. Minensuchgeschwader), Кіль
- 7-ма ескадра швидких патрульних катерів (7. Schnellbootgeschwader), Варнемюнде
- Батальйон захисту ВМС, (Seebataillon), Екернферде
- Командування спеціальними силами ВМС, (Kommando Spezialkräfte Marine), Екернферде
- Командування Базою ВМС Кіль (Marinestützpunktkommando Kiel)
- Командування Базою ВМС Екернферде
- Командування Базою ВМС Варнемюнде

- Einsatzflottille 2, Вільгельмсгафен

- Штаб 2-ї флотилії
- 2-га ескадра фрегатів (2. Fregattengeschwader), Вільгельмсгафен
- 4-та ескадра фрегатів (4. Fregattengeschwader), Вільгельмсгафен
- Допоміжна ескадра (Trossgeschwader), Вільгельмсгафен
- Командування Базою ВМС Вільгельмсгафен

- Командування авіації ВМС (Marinefliegerkommando), Нордхольц

- 3-тя авіаційна ескадра (Marinefliegergeschwader 3), Нордхольц
- 5-та авіаційна ескадра (Marinefliegergeschwader 5), Нордхольц

- Командування підтримки (Marineunterstützungskommando — MUKdo)
- Військово-морський медичний інститут (Schiffahrtsmedizinisches Institut), Кіль

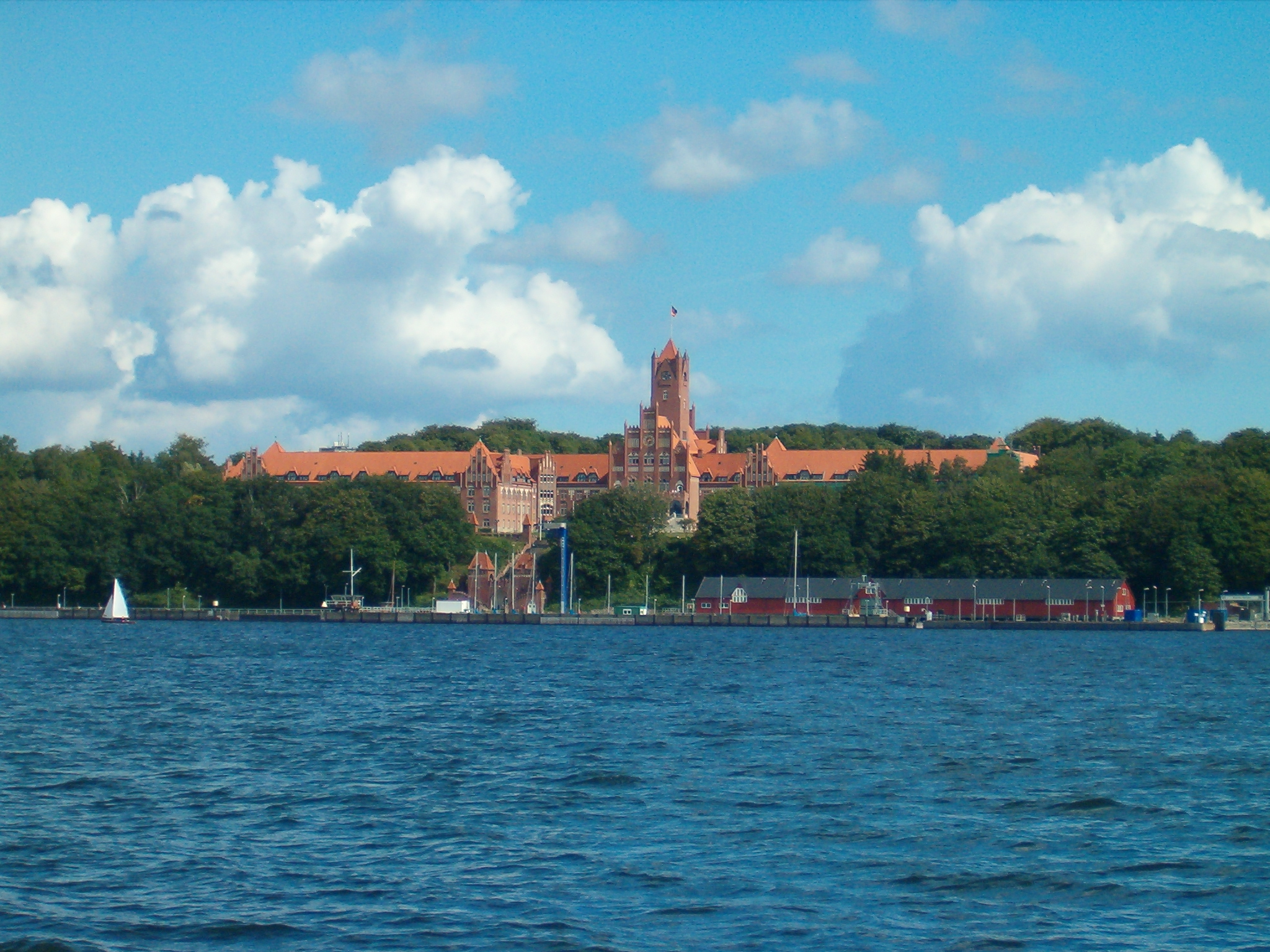
Військово-морська академія у Мюрвіку

- Військово-морська академія (Marineschule Mürwik), Фленсбург
- Школа унтерофіцерів (Marineunteroffiziersschule), Плен
- Інженерна школа (Marinetechnikschule), Паро, поблизу Штральзунда
- Школа військово-морських операцій (Marineoperationsschule), Бремергафен
- Навчальний центр з контролю над ушкодженнями (Ausbildungszentrum für Schiffssicherung), Нойштадт

## Звання

### Офіцери
| Код НАТО           | OF-10               | OF-10               | OF-9    | OF-9    | OF-8        | OF-8        | OF-7          | OF-7          | OF-6                | OF-6                | OF-5            | OF-5            | OF-4               | OF-4               | OF-3               | OF-3               | OF-2                   | OF-2              | OF-1                 | OF-1                 | OF-1                 | OF-1             | OF-1             | OF-1             | OF(D)                | OF(D)                | OF(D)            | OF(D)            | OF(D)     | OF(D)     | Курсант                                                    | Курсант                                                    | Курсант                                                    | Курсант                                                    | Курсант                                                    | Курсант                                                    |
| ------------------ | ------------------- | ------------------- | ------- | ------- | ----------- | ----------- | ------------- | ------------- | ------------------- | ------------------- | --------------- | --------------- | ------------------ | ------------------ | ------------------ | ------------------ | ---------------------- | ----------------- | -------------------- | -------------------- | -------------------- | ---------------- | ---------------- | ---------------- | -------------------- | -------------------- | ---------------- | ---------------- | --------- | --------- | ---------------------------------------------------------- | ---------------------------------------------------------- | ---------------------------------------------------------- | ---------------------------------------------------------- | ---------------------------------------------------------- | ---------------------------------------------------------- |
| Німеччина (Правка) | Жодного еквівалента | Жодного еквівалента |         |         |             |             |               |               |                     |                     |                 |                 |                    |                    |                    |                    |                        |                   |                      |                      |                      |                  |                  |                  |                      |                      |                  |                  |           |           | Зарахований ранг плюс зірка із зазначенням кар'єри кадетів | Зарахований ранг плюс зірка із зазначенням кар'єри кадетів | Зарахований ранг плюс зірка із зазначенням кар'єри кадетів | Зарахований ранг плюс зірка із зазначенням кар'єри кадетів | Зарахований ранг плюс зірка із зазначенням кар'єри кадетів | Зарахований ранг плюс зірка із зазначенням кар'єри кадетів |
| Німеччина (Правка) | Жодного еквівалента | Жодного еквівалента | Admiral | Admiral | Vizeadmiral | Vizeadmiral | Konteradmiral | Konteradmiral | Flottillen- admiral | Flottillen- admiral | Kapitän zur See | Kapitän zur See | Fregatten- kapitän | Fregatten- kapitän | Korvetten- kapitän | Korvetten- kapitän | Stabskapitän- leutnant | Kapitän- leutnant | Oberleutnant zur See | Oberleutnant zur See | Oberleutnant zur See | Leutnant zur See | Leutnant zur See | Leutnant zur See | Oberfähnrich zur See | Oberfähnrich zur See | Fähnrich zur See | Fähnrich zur See | Seekadett | Seekadett | Зарахований ранг плюс зірка із зазначенням кар'єри кадетів | Зарахований ранг плюс зірка із зазначенням кар'єри кадетів | Зарахований ранг плюс зірка із зазначенням кар'єри кадетів | Зарахований ранг плюс зірка із зазначенням кар'єри кадетів | Зарахований ранг плюс зірка із зазначенням кар'єри кадетів | Зарахований ранг плюс зірка із зазначенням кар'єри кадетів |

- Seekadett — Кадет
- Fähnrich zur See — Гардемарин
- Oberfähnrich zur See — Гардемарин / Енсін
- Leutnant zur See — Енсін / Молодший лейтенант / Сублейтенант
- Oberleutnant zur See — Молодший лейтенант / Сублейтенант
- Kapitänleutnant — Лейтенант / Лейтенант-командер
- Stabskapitänleutnant — старший за Kapitänleutnant, така ж зарплатня як і у  Korvettenkapitän, лише для спеціалістів
- Korvettenkapitän — Корветтен-капітан
- Fregattenkapitän — Фрігаттен-капітан
- Kapitän zur See — Капітан I рангу
- Flottillenadmiral — Rear Admiral lower half
- Konteradmiral — Rear Admiral upper half / Контрадмірал
- Vizeadmiral — Віцеадмірал
- Admiral

### Унтерофіцери та матроси
| Код НАТО                                | OR-9                | OR-9                | OR-9                | OR-9                | OR-9                | OR-9                | OR-8                | OR-8                | OR-7                 | OR-7                 | OR-6             | OR-6             | OR-6             | OR-6             | OR-6             | OR-6             | OR-5      | OR-5      | OR-5      | OR-5      | OR-5      | OR-5              | OR-4                | OR-4                | OR-4                | OR-4                | OR-3                | OR-3                | OR-2                | OR-2                | OR-2                | OR-2                | OR-2                | OR-2                | OR-1                | OR-1                |
| --------------------------------------- | ------------------- | ------------------- | ------------------- | ------------------- | ------------------- | ------------------- | ------------------- | ------------------- | -------------------- | -------------------- | ---------------- | ---------------- | ---------------- | ---------------- | ---------------- | ---------------- | --------- | --------- | --------- | --------- | --------- | ----------------- | ------------------- | ------------------- | ------------------- | ------------------- | ------------------- | ------------------- | ------------------- | ------------------- | ------------------- | ------------------- | ------------------- | ------------------- | ------------------- | ------------------- |
| Німеччина (Правка)                      |                     |                     |                     |                     |                     |                     |                     |                     |                      |                      |                  |                  |                  |                  |                  |                  |           |           |           |           |           |                   |                     |                     |                     |                     |                     |                     |                     |                     |                     |                     |                     |                     |                     |                     |
|                                         |                     |                     |                     |                     |                     |                     |                     |                     |                      |                      |                  |                  |                  |                  |                  |                  |           |           |           |           |           |                   |                     |                     |                     |                     |                     |                     |                     |                     |                     |                     |                     |                     |                     |                     |
| Oberstabsbootsmann                      | Oberstabsbootsmann  | Oberstabsbootsmann  | Oberstabsbootsmann  | Oberstabsbootsmann  | Oberstabsbootsmann  | Stabsbootsmann      | Stabsbootsmann      | Hauptbootsmann      | Hauptbootsmann       | Oberbootsmann        | Oberbootsmann    | Oberbootsmann    | Bootsmann        | Bootsmann        | Bootsmann        | Obermaat         | Obermaat  | Obermaat  | Maat      | Maat      | Maat      | Оберштабсєфрейтор | Оберштабсєфрейтор   | Штабсєфрейтор       | Штабсєфрейтор       | Гауптєфрейтор       | Оберєфрейтор        | Єфрейтор            | Єфрейтор            | Єфрейтор            | Єфрейтор            | Єфрейтор            | Єфрейтор            | Matrose             | Matrose             |                     |
| Німеччина (Призначений офіцер) (Правка) | Жодного еквівалента | Жодного еквівалента | Жодного еквівалента | Жодного еквівалента | Жодного еквівалента | Жодного еквівалента | Жодного еквівалента | Жодного еквівалента |                      |                      |                  |                  |                  |                  |                  |                  |           |           |           |           |           |                   | Жодного еквівалента | Жодного еквівалента | Жодного еквівалента | Жодного еквівалента | Жодного еквівалента | Жодного еквівалента | Жодного еквівалента | Жодного еквівалента | Жодного еквівалента | Жодного еквівалента | Жодного еквівалента | Жодного еквівалента | Жодного еквівалента | Жодного еквівалента |
| Німеччина (Призначений офіцер) (Правка) | Жодного еквівалента | Жодного еквівалента | Жодного еквівалента | Жодного еквівалента | Жодного еквівалента | Жодного еквівалента | Жодного еквівалента | Жодного еквівалента |                      |                      |                  |                  |                  |                  |                  |                  |           |           |           |           |           |                   | Жодного еквівалента | Жодного еквівалента | Жодного еквівалента | Жодного еквівалента | Жодного еквівалента | Жодного еквівалента | Жодного еквівалента | Жодного еквівалента | Жодного еквівалента | Жодного еквівалента | Жодного еквівалента | Жодного еквівалента | Жодного еквівалента | Жодного еквівалента |
| Німеччина (Призначений офіцер) (Правка) | Жодного еквівалента | Жодного еквівалента | Жодного еквівалента | Жодного еквівалента | Жодного еквівалента | Жодного еквівалента | Жодного еквівалента | Жодного еквівалента | Oberfähnrich zur See | Oberfähnrich zur See | Fähnrich zur See | Fähnrich zur See | Fähnrich zur See | Fähnrich zur See | Fähnrich zur See | Fähnrich zur See | Seekadett | Seekadett | Seekadett | Seekadett | Seekadett | Seekadett         | Жодного еквівалента | Жодного еквівалента | Жодного еквівалента | Жодного еквівалента | Жодного еквівалента | Жодного еквівалента | Жодного еквівалента | Жодного еквівалента | Жодного еквівалента | Жодного еквівалента | Жодного еквівалента | Жодного еквівалента | Жодного еквівалента | Жодного еквівалента |

- Matrose — Seaman Recruit (Матрос-рекрут)
- Gefreiter — Seaman Apprentice (Матрос-учень)
- Gefreiter-UA — Seaman Apprentice E2 — Унтерофіцер 2-го класу кандидат
- Gefreiter-BA — Seaman Apprentice E2 — Унтерофіцер 1-го класу кандидат
- Gefreiter-OA — Seaman Apprentice E2 — Офіцер-кандидат
- Obergefreiter — Матрос
- Hauptgefreiter — Матрос
- Stabsgefreiter — Унтерофіцер 3-го класу
- Oberstabsgefreiter — Унтерофіцер 3-го класу
- Maat — Унтерофіцер 2-го класу
- Maat-BA — Унтерофіцер 2-го класу — Унтерофіцер 1-го класу випробувальний
- Obermaat — Унтерофіцер 2-го класу
- Bootsmann — Унтерофіцер 1-го класу
- Oberbootsmann — Унтерофіцер 1-го класу
- Hauptbootsmann — Чиф-петті офіцер
- Stabsbootsmann — Старший чиф-петті офіцер
- Oberstabsbootsmann — Майстер чиф-петті офіцер, Command/Fleet/Force Master Chief Petty Officer

## Радіостанції та станції зв'язку
- DH038
- DHJ58
- DHJ59

## Майбутні розробки
- Перша партія фрегатів класу F125 (клас Baden-Württemberg), які спеціалізуються на постійних місіях за стабілізації, повинна замінити вісім ракетних фрегатів класу Bremen. Кожен F125 буде мати два екіпажи. Їх планують прийняти на службу з 2016 по 2018.
- Планується прийняти на озброєння шість великих надводних кораблів під назвою 'Mehrzweckkampfschiff 180' (MKS 180). Фрегати широкого використання
- Ще дві субмарини Type 212A повинні бути прийняті на озброєння протягом наступного десятиліття[12].
- Протягом 2019—2023 років будуть закуплені корвети класу Braunschweig[13].
- Замовлено 18 гелікоптерів NH90 NFH для заміни гелікоптерів Lynx у ролі ASW/AsuW, спочатку було замовлено армією Німеччини у варіанті NH90 TTH.
- Планується замінити 12 гелікоптерами середнього розміру теперішніх 22 гелікоптери Sea King авіакрила 5
- Перша партія з шести БПЛА Camcopter S-100 була замовлена для корветів класу Braunschweig (планується ще більше замовлення). Поставка відбулася у 2013[14].
- Об'єднання морської піхоти Німеччини з (Seebatallion) із Корпусом морської піхоти Нідерландів і використання амфібійних кораблів Королівських ВМС Нідерландів з 2016.
- У травні 2013 міністерства оборони Німеччини та Данії повідомили про спільні операції субмарин, навчання та створення майбутніх замін.